# Rodolfo Eiben
Rodolfo Guido Eiben (1958, Alta Gracia, Córdoba, Argentina) es un político perteneciente al Partido Demócrata y es actualmente parlamentario en el Mercosur.

## Biografía
Nació en Alta Gracia en 1958, Provincia de Córdoba.

### Partido Demócrata y Elecciones
El 15 de septiembre de 2022 es elegido presidente del Partido Demócrata de Córdoba.Ese mismo año mostró interés en ser candidato a gobernador en las Elecciones provinciales de Córdoba de 2023, en la cual se presentó y llevando al Presidente de CECHA, Gabriel Bornoroni como vicegobernador en una alianza llamada Frente Liberal Demócrata Desarrollista (Partido Demócrata y Movimiento de Integración y Desarrollo) terminando novenos con el 0,53% de 11 partidos o alianzas. A nivel nacional su partido hizo una alianza con el Partido Libertario del diputado nacional, Javier Milei para ser parte de la coalición La Libertad Avanza. Finalmente Eiben también fue candidato al Parlamento del Mercosur por la región Córdoba en las Elecciones al Parlasur de Argentina de 2023 resultando electo.
Eiben en varias oportunidades anunció que Milei era el candidato mejor preparado para ser presidente de Argentina.

## Historia Electoral
|  | 0,53 % |

|  | 33,05 % |

### Elecciones Gobernador y vicegobernador de Córdoba 2023
| Fórmula                    | Fórmula                  | Partido/Alianza       | Partido/Alianza                                | Votos     | %     |
| Gobernador                 | Vicegobernador           | Partido/Alianza       | Partido/Alianza                                | Votos     | %     |
| -------------------------- | ------------------------ | --------------------- | ---------------------------------------------- | --------- | ----- |
| Martín Llaryora            | Myrian Beatriz Prunotto  |                       | Hacemos Unidos por Córdoba                     | 870.935   | 45,20 |
| Luis Juez                  | Marcos Gustavo Carasso   |                       | Juntos por el Cambio                           | 806.541   | 41,86 |
| Aurelio García Elorrio     | María Rosa Marcone       |                       | Encuentro Vecinal Córdoba                      | 60.818    | 3,16  |
| Agustín Alejandro Spaccesi | María Cristina Lagger    |                       | La Libertad Avanza                             | 50.218    | 2,61  |
| Liliana Olivero            | Soledad Díaz             |                       | Frente de Izquierda y de Trabajadores - Unidad | 47.068    | 2,44  |
| Carlos Federico Alesandri  | Gabriela Beatriz Estévez |                       | Creo en Córdoba de Todos                       | 43.186    | 2,24  |
| Patricia Sarmiento         | Roberto Zarantonello     |                       | Partido Popular                                | 15.857    | 0,82  |
| Fernando Adrián Schüle     | Graciela Lidia Osorio    |                       | Partido Humanista                              | 10.174    | 0,53  |
| Rodolfo Guido Eiben        | Gabriel Marcos Bornoroni |                       | Frente Liberal Demócrata Desarrollista         | 10.123    | 0,53  |
| Julia di Santi             | Miguel Alejandro Díaz    |                       | Movimiento al Socialismo                       | 7.286     | 0,38  |
| Mario Alfredo Peral        | Pamela Romina Arias      |                       | Unión Popular Federal                          | 4.648     | 0,24  |
| Votos positivos            | Votos positivos          | Votos positivos       | Votos positivos                                | 1.926.854 | 92,58 |
| Votos en blanco            | Votos en blanco          | Votos en blanco       | Votos en blanco                                | 102.563   | 4,93  |
| Votos nulos                | Votos nulos              | Votos nulos           | Votos nulos                                    | 51.776    | 2,49  |
| Participación              | Participación            | Participación         | Participación                                  | 2.081.193 | 68,20 |
| Electores registrados      | Electores registrados    | Electores registrados | Electores registrados                          | 3.051.544 | 100   |
| Fuente:                    |                          |                       |                                                |           |       |

### Elecciones al Parlasur 2023
|  | 33,05 % |

|  | 29,83 % |

|  | 22,38 % |

|  | 12,61 % |

|  | 2,13 % |

|  | 97,02 % |

|  | 2,19 % |

|  | 0,79 % |

|  | 75,73 % |

|  | 100 % |